# Demetri d'Èritres
Demetri d'Erètria (grec antic: Δημήτριος, llatí: Demetrius) fou un poeta de l'antiga Grècia que Diògenes Laerci anomena ποικιλογράφος ἄνθρωπος ('home acolorit' o 'complicat'), i que també va escriure obres històriques i sobre retòrica.
Fou probablement contemporani de Tirannió a qui es va oposar, segons la Suïda.